# 橿原神宮西口站
橿原神宮西口站（日语：／ Kashiharajingu-nishiguchi eki */?）位於日本奈良縣橿原市西池尻町，為近畿日本鐵道（近鐵）南大阪線的鐵路車站。車站編號為F27。

## 歷史
- 1929年（昭和4年）3月29日 - 大阪鐵道的古市 - 久米寺（現在的橿原神宮前）間開業，本站同時啟用，當時的站名為大和池尻站（やまといけじりえき）[1]。
- 1940年（昭和15年）4月1日 - 改稱為橿原神宮西口站[2]。
- 1943年（昭和18年）2月1日 - 關西急行鐵道與大阪鐵道合併[1]。本站成為關西急行鐵道天王寺線的車站。
- 1944年（昭和19年）6月1日 - 關西急行鐵道與南海鐵道（現在的南海電氣鐵道）合併[1]。本站成為近畿日本鐵道南大阪線的車站。
- 1945年（昭和20年）6月1日 - 終止使用[2]。
- 1946年（昭和21年）12月25日 - 再次啟用[2]。
- 1993年（平成5年）3月17日 - 月台擴張，可容納6節車廂[3]。
- 1999年（平成11年）12月12日 - 地下站房竣工。
- 2007年（平成19年）4月1日 - 可使用PiTaPa乘車[4]。
- 2013年（平成25年）12月21日 - 全日無站務員進駐。

## 車站構造
側式月台2面2線的地面車站。驗票口位於地下。由於區間急行列車會停靠此站，月台可容納6節車廂。驗票口只有1處。
本站由橿原神宮前站管理，為無人車站。

### 月台配置
| 月台 | 路線     | 方向 | 目的地                |
| ---- | -------- | ---- | --------------------- |
| 1    | 南大阪線 | 下行 | 往 橿原神宮前、吉野   |
| 2    | 南大阪線 | 上行 | 往 古市、大阪阿部野橋 |

## 使用狀況
近年1日上下車人次的調査結果如下。
- 2018年11月13日：2,124人
- 2015年11月10日：2,157人
- 2012年11月13日：2,524人
- 2010年11月9日：2,522人
- 2008年11月18日：2,508人
- 2005年11月8日：2,259人

### 上車人次
近年的1日平均上車人次如下。
| 年度               | 1日平均 上車人次 |
| ------------------ | ---------------- |
| 1995年（平成7年）  | 1,116            |
| 1996年（平成8年）  | 1,107            |
| 1997年（平成9年）  | 1,079            |
| 1998年（平成10年） | 1,061            |
| 1999年（平成11年） | 1,038            |
| 2000年（平成12年） | 994              |
| 2001年（平成13年） | 951              |
| 2002年（平成14年） | 900              |
| 2003年（平成15年） | 865              |
| 2004年（平成16年） | 892              |
| 2005年（平成17年） | 948              |
| 2006年（平成18年） | 1,024            |
| 2007年（平成19年） | 1,071            |
| 2008年（平成20年） | 1,100            |
| 2009年（平成21年） | 1,101            |
| 2010年（平成22年） | 1,139            |
| 2011年（平成23年） | 1,142            |
| 2012年（平成24年） | 1,113            |
| 2013年（平成25年） | 1,108            |
| 2014年（平成26年） | 1,033            |
| 2015年（平成27年） | 1,009            |
| 2016年（平成28年） | 980              |
| 2017年（平成29年） | 954              |
| 2018年（平成30年） | 948              |

## 車站周邊
- 橿原神宮
- 畝傍山
- 安寧天皇陵
- 懿徳天皇陵
- 宣化天皇陵
- 奈良藝術短期大学
- 奈良縣立橿原高等学校
- 橿原学院高等学校
- 聖心学園中学校
- 橿原西池尻簡易郵局
- 雪之元本店

## 相鄰車站
近畿日本鐵道
 南大阪線
■急行
通過
■區間急行、■準急、■普通
坊城 （F26） － 橿原神宮西口 （F27） － 橿原神宮前 （F42）
- 1939年前，本站與橿原神宮前站（當時為久米寺站）之間設有橿原神宮站。